# Ctenus parvus
Ctenus parvus là một loài nhện trong họ Ctenidae.
Loài này thuộc chi Ctenus. Ctenus parvus được Eugen von Keyserling miêu tả năm 1877.